# Armorial des familles du Dauphiné
- le nombre de blasons représentés est faible par rapport au sujet de la page.
- il reste des blasons à dessiner dans cet armorial.

L'Armorial des familles du Dauphiné présente les armoiries (figures et blasonnements) des familles nobles et notables originaires du Dauphiné ou qui ont possédé des fiefs en cette province, sans tenir compte de la chronologie.
Gustave de Rivoire de La Bâtie répertorie la majeure partie de ces familles dans son Armorial de Dauphiné (1867). L'ouvrage constitue le premier armorial du Dauphiné, complétant les anciens nobiliaires de Guy Allard (1671) et de Nicolas Chorier (1697).

## Les dauphins de Viennois
Présentation des familles successives ayant possédé le titre de Dauphins de Viennois :
| Blason | Nom de la famille et blasonnement                                                                                |
| ------ | --- |
|        | Maison d'Albon — Dauphins de Viennois D'or au dauphin vif d'azur, crêté, oreillé et barbelé de gueules.          |
|        | Maison capétienne de Bourgogne — Rameau du Viennois Bandé d'or et d'azur à six pièces et une bordure de gueules. |
|        | Famille de La Tour du Pin De gueules à la tour d'argent, senestrée d'un avant-mur de même, maçonné de sable.     |

## Les familles dauphinoises
- Haut – A
- B
- C
- D
- E
- F
- G
- H
- I
- J
- K
- L
- M
- N
- O
- P
- Q
- R
- S
- T
- U
- V
- W
- X
- Y
- Z

### A
| Blason                    | Nom de la famille et blasonnement | Devise |
| ------------------------- | --- | --- |
|                           | Abel D'or à la bande d'azur chargée de deux molettes d'or, une en chef, une en pointe ; au chef d'azur chargé d'une molette d'or. | Ferrer forte e spesso.                                                                                                |
|                           | Abon Émanché en fasce d'or et d'azur, de six pièces, et deux demies, les extrémités pommetées. | Union maintient |
|                           | Achard-Ferrus De gueules à trois heaumes d'argent grillés et embellis d'or. | |
|                           | Achy De gueules à trois chevrons d'argent., | |
|                           | Achyer De gueules au chevron d'hermine. | |
|                           | Adhémar (d') D'or, à trois bandes d'azur. Alias : Mi-parti de France ancien et de Toulouse ; sur le tout d'or à trois bandes d'azur. Ornements extérieurs : Lancea sacra tracés sur une banderole d'argent, attachée au fer d'une lance que tient un lion d'or, issant d'une couronne ducale. L'écu rehaussé d'un manteau de gueules fourré d'hermine. | Plus d'honneur que d'honneurs                                                                                         |
|                           | Ageron D'argent à trois croissants de gueules, deux en chef adossés, un en pointe renversé ; au chef d'azur chargé de deux étoiles d'or. | |
|                           | Agoult (d'), originaire de Provence D'or au loup ravissant d'azur, armé, lampassé [et viléné] de gueules., | Avidus committere pugnam,                                                                                             |
|                           | Aiguebelle De gueules au griffon couronné d'or, la queue passée entre les jambes et retroussée sur le dos. | |
|                           | Aimeri ou Aymeri D'or à l'aigle éployé de sable, à la barre de même brochant sur le tout. | |
|                           | Alauzon ou Alauson Coupé d'argent et de gueules, à deux roses de l'un en l'autre. | |
| Blason Famille Albanel    | Albanel, originaire d'Auvergne et du Forez D'azur au chevron d'argent accompagné en chef de deux étoiles et en pointe d'un croissant de même. | |
|                           | Albert-Temier D'azur au lion d'argent. | |
| Blason Famille d'Albignac | Albignac (de), originaire du Rouergue D'azur à trois pommes de pin d'or, au chef de même ; écartelé de gueules au lion d'or. | Nihil in me nisi valor.                                                                                               |
|                           | Albon (d'), originaire du Lyonnais De sable à la croix d'or., Branches Saint-André : brisait d'un lambel de trois pendants de gueules. Châtillon et Bagnols : brisait d'une cotice raccourcie finissant au cœur de la croix. | |
|                           | Alby, originaire du Languedoc D'azur à deux épées hautes d'argent passées en sautoir, la pointe en haut ; au chef cousu de gueules chargé de trois étoiles d'or. | |
|                           | Allard D'or au chevron de sable accompagné de trois étoiles d'azur rangées en chef et d'un croissant de gueules en pointe. | |
|                           | Allard du Plantier De sable au lion d'or armé, lampassé et couronné de gueules ; à la fasce partie d'argent et d'azur, chargée de deux étoiles de l'un en l'autre brochant sur le tout. | |
|                           | Allegret De gueules à la croix d'or, cantonnée de quatre colombes d'argent. | |
|                           | Alleman (Allemand, Allamand) De gueules, semé de fleurs de lys d'or ; à la bande d'argent brochant sur le tout., Cimier : un lion passant surmonté d'un sauvage tenant à sa dextre un bâton noueux avec le mot « robur », Support : deux sauvages, Branches - D'or à l'aigle éployée de sable, armée et becquée de gueules. - Alleman de Rochechinard porte : D'argent au chef d'azur et au lion de gueules lampassé, armé et couronné d'or brochant sur le tout. - Alleman de Montrigaud porte : D'or à un lion de gueules couronné d'argent. | 1re devise : Place, place à madame, 2de devise : Tot in corde quot in armis,                                          |
|                           | Alleou De gueules à trois têtes et cous de licorne coupés d'or. | |
|                           | Alleoud ou Allioud D'azur à six quintefeuilles d'or. | |
|                           | Allois D'argent au chevron de sinople ; au chef d'azur chargé d'une croisette d'argent. | |
|                           | Almeras-Latour Écartelé : au 1 de sable à la tour d'argent ouverte, ajourée et maçonnée du champ ; au 2 des barons titrés de l'armée ; au 3 d'azur au lion d'or ; au 4 de sinople à la bande d'argent. | |
|                           | Alpinac ou Arpinac D'azur au chef d'or chargé de trois fleurs de lys d'azur. | |
|                           | Alrics De gueules au chevron d'or accompagné de trois croisettes du même ; au chef d'argent chargé d'un soleil de gueules. | |
|                           | Amabert D'argent à la pyramide de sable sommée d'une boule de gueules ; au chef d'azur, chargé de trois besants d'or. | |
|                           | Amat De gueules à la dextrochère d'argent, armé de toutes pièces, tenant une épée de même la pointe en haut, la garde et la poignée d'or, mouvant d'un nuage aussi d'argent, posé au flanc droit de l'écu. | |
|                           | Ambel D'or à une terrasse de sinople, mouvant de la pointe sur laquelle est bâti un moulin à vent de deux tours jointes, la senestre couverte et inférieure à l'autre, la dextre carrée, d'argent ; la porte entre les deux tours de sable ; maçonnées de même, les voiles de gueules, passées en sautoir derrière les tours. | |
|                           | Ambrois (des) D'argent au treillis de gueules, cloué d'or, à la bande d'azur chargée de trois fleurs de lys d'or brochant sur le tout. | Sancte ambrosi tui sumus                                                                                              |
|                           | Ameisin ou Amesin, originaire du Viennois D'argent à la bande de gueules chargée de cinq coquilles d'or. Ameysin (d') ou Amesin, en Savoie, porte D'argent à la bande de gueules chargée de trois coquilles d'or. | |
|                           | Ancelle (d') ou Ancella (d') Écartelé : aux 1 et 4 de gueules à la fasce d'argent chargée d'une étoile de gueules, accompagnée de deux étoiles d'argent 1 et 1 ; aux 2 et 3 de gueules chapé d'argent, à trois étoiles de l'un en l'autre 2 et 1. | |
|                           | Ancezune De gueules au dragon ailé et monstrueux d'or ayant fasce humaine et tenant de sa patte dextre sa longue barbe qui se termine en tête de serpenteaux de même. | |
|                           | Andrault de Langeron, originaire du Nivernais/Limousin Écartelé : aux 1 et 4 d'azur à trois étoiles d'argent, qui est d'Andrault ; aux 2 et 3 de gueules à trois fasces vivrées d'argent, à la bande d'azur semée de fleurs de lys d'or, brochant sur le tout, qui est de Gencien. | |
|                           | Anduze De gueules à trois étoiles d'or. | |
|                           | Angelin D'azur à la bande d'argent, chargée en cœur d'une demi-molette mouvante du bord dextre inférieur, et côtoyée de deux glands pendants de sinople feuillés chacun de deux feuilles de même. | À jamais |
|                           | Angennes De sable, au sautoir d'argent, chargé en cœur d'une coquille de gueules, pour brisure. | |
|                           | Angerez ou Angeres, venue du Vivarais Échiqueté d'or et d'azur de quatre traits. | |
|                           | Angles D'azur au chevron d'or, accompagné en chef de trois étoiles d'argent et en pointe d'une colombe de même, tenant dans son bec un rameau d'olivier de sinople. | |
|                           | Anthoine de Saint-Joseph De sable au cœur d'argent, traversé d'une flèche posée en bande de gueules, et accompagné, en pointe, d'un croissant d'argent ; au chef d'or chargé de trois étoiles de gueules. | |
|                           | Anthon ou Anthon (de), originaire du Viennois De gueules au dragon d'or. | |
|                           | Aquin D'azur à quatre piles renversées, mouvantes de la pointe et appointées en chef d'argent. Alias : D'azur à quatre pointes d'argent, mouvantes de la pointe et se terminant dans un seul point aux extrémités du chef ; ou posées en chevron. | |
|                           | Arbalestier De gueules au chevron d'argent, chargé de cinq pommes de pin renversées de sinople, accompagné de trois étoiles d'or 2 et 1. | |
|                           | Arces D'azur au franc-quartier d'or, à la cotice componée d'argent et de gueules de sept pièces, brochant sur le tout., Armes simples : D'azur au franc-quartier d'or. | 1re devise : Le tronc est vert et les branches sont arses, 2de devise : Virtus, labor, honos Dicton : Charité d'Arces |
|                           | Archimbaud D'azur à une foi d'argent, vêtue de pourpre, posée en bande, mouvante d'une nuée aussi d'argent. | |
|                           | Areod ou Areoud De gueules à la bande d'argent, accompagnée de trois têtes et cols de licorne d'or. | |
|                           | Argout (d') alias Argoud (d') D'azur à trois fasces d'or. | |
|                           | Arier D'argent à trois pals de gueules, à la bande de même chargée de trois lionceaux d'or brochant sur le tout. | |
|                           | Arlandes D'azur à l'étoile d'argent surmontée d'un croissant renversé d'or. | |
|                           | Armagnac (cf. Jean de Lescun) Écartelé aux 1 et 4 d'argent au lion de gueules, qui est d'Armagnac, contre-écartelé de gueules au léopard d'argent, qui est de Rodez ; aux 2 et 3 de gueules à quatre otelles d'argent péries en sautoir, qui est de Comminges ; le tout barré d'une cotice de sable. | |
|                           | Armand Fascé d'argent et de gueules. | Regi armandus et legi                                                                                                 |
|                           | Armand de Chasteauvieux De gueules à la fasce échiquetée d'argent et de sable de trois traits, accompagnée en chef d'un croissant d'or et en pointe d'un bœuf passant de même., | |
|                           | Arminville D'azur au chevron d'or accompagné de trois croisettes tréflées de même. | |
|                           | Armuet D'azur à trois heaumes d'argent. | 1re devise : Deum time 2de devise : Arma mihi requies                                                                 |
|                           | Arnaud Tranché d'azur, d'or et de gueules, l'azur chargé d'une fleur de lys d'or et le gueules d'une rose d'argent. | |
|                           | Arnaud de Vitroles D'azur au lion d'or, lampassé et armé de gueules., | |
|                           | Arod D'or à la fasce échiquetée de gueules et de vair de deux traits, surmontée de trois étoiles d'azur. | Sans rien feindre |
|                           | Aroncieu Parti-émanché d'argent et d'azur de six pièces. | |
|                           | Arragon D'or au lévrier de gueules, accolé du champ. | |
|                           | Artaud De gueules au château de trois tours d'or, maçonné et portillé de sable. | |
|                           | Arvillard (d') ou Arvillars (d') ou encore Altvillars (d'), originaire de Savoie D'or à l'aigle éployée d'azur, couronnée, becquée et membrée de gueules., | Devise : Nube Altius (Au-dessus des nuages),                                                                          |
|                           | Asard D'or au lion de sinople, armé et lampassé de gueules. Cimier : Un lion de même | |
|                           | Aspres (d') D'or au sautoir de gueules. | |
|                           | Aubusson de La Feuillade (d') D'or à la croix ancrée de gueules. | |
|                           | Audiffret (d') D'or au chevron d'azur chargé de cinq étoiles d'or, accompagné en pointe d'une montagne de trois coupeaux de sable, celui du milieu chargé d'un faucon de même, la tête contournée, la patte dextre levée ; à la bordure componée d'or et de sable de huit pièces. | |
|                           | Auger De gueules, à la tour d'argent. | |
|                           | Autard de Bragard ou Autard-Bragard D'azur à une outarde d'argent, becquée, membrée et allumée de gueules, tenant en son bec un rameau d'olivier de sinople, la pointe en bas, marchant sur un tertre de même ; à une étoile d'or au franc-canton pour brisure., | |

### B
| Blason                                 | Nom de la famille et blasonnement | Devise                                                |
| -------------------------------------- | --- | ----------------------------------------------------- |
|                                        | Baboin de la Barollière D'azur à un lys d'argent, fleuri d'or, terrassé de sinople ; au chef d'or chargé de trois roses de gueules. |                                                       |
|                                        | Bachasson de Montalivet D'azur au griffon d'or, langué et armé de gueules. |                                                       |
|                                        | Bagard (de) ou Bagars (de) D'argent au laurier arraché de sinople, traversé d'un sautoir alésé de sable, cotoyé de deux étoiles de gueules., |                                                       |
|                                        | Baglion D'azur au lion léopardé d'or, tenant sa patte dextre sur un tronc écoté, alésé de même, mis en pal ; à trois fleurs de lys rangées en chef, sommées d'un lambel à quatre pendants, le tout aussi d'or. | Omne solum forti patria est                           |
|                                        | Baile, Bayle, Beyle et Belle (Bajuli), plusieurs branches dont l'une d'elles porte : D'or au chevron d'azur accompagné de trois roses de gueules. |                                                       |
|                                        | Balathier (de) De sable à la fasce d'or., Couronne de marquis Branche des Balathier-Lantage | Virtus merces ipsa sibi                               |
|                                        | Bally D'azur à trois fasces d'or, à une plante de lys de sinople, fleurie de six fleurs d'argent, renversées sur le champ 1, 2, 2, feuillées de sinople, à la bulbe d'argent aussi sur le champ. |                                                       |
|                                        | La Balme (de), originaire du Bugey D'or à la bande d'azur., | Sans espoir                                           |
|                                        | Balme (La), branche cadette de la famille de La Balme en Faucigny. De gueules à trois pals d'or, à la bande de sable brochant sur le tout., | Éternité                                              |
|                                        | Bannes D'azur à trois croissants mal ordonnés d'argent, les deux de la pointe renversés et tournés vers les deux flancs de la pointe. Autrement : D'azur à trois croissants adossés et mal ordonnés d'argent. |                                                       |
|                                        | Barathier, passe à la famille Baile qui prend le surnom de Barathier D'argent au lévrier de sable accolé de gueules. Branche des Baile-Barathier porte : D'or au chevron d'azur accompagné de trois roses de gueules, écartelé de Barathier. |                                                       |
|                                        | Barbier De gueules à la croix pattée d'or ; au chef cousu d'azur chargé d'un aigle d'argent. |                                                       |
|                                        | Bardel De gueules au basilic ondoyant et tortillé d'argent, mis en pal, couronné d'or de cinq rais. |                                                       |
|                                        | Bardonenche, Bardonnenche, Bardonesche ou encore Bardonnesche D'argent au treillis de gueules cloué d'or ; au chef de même chargé d'un aigle naissant de sable. | Tutum forti praesidum virtus                          |
|                                        | Barge de Certeau (de La) D'argent à la bande de sable. |                                                       |
|                                        | Barletier De gueules à la croix d'argent, chargée d'un cœur du champ, enflammé d'or ; au chef cousu d'azur chargé de trois molettes d'or. |                                                       |
|                                        | Baronnat D'or à trois bannières rangées d'azur ; au chef de gueules chargé d'un lion passant d'argent. | Vertu à l'honneur guide                               |
| Blason                                 | Barral (de) De gueules à trois bandes d'argent ; au chef de même chargé de trois cloches d'azur bataillées d'or., Branches - Barral de La Bastie d'Arvillard (de) - Barral-Montferrat : De gueules à trois bandes d'argent. - Barral de Voiron : Écartelé ; aux 2 et 3 d'argent à la fasce de sable surmontée de trois merlettes de même rangées en fasce, qui est de Beauharnais. Couronne de Marquis ; support : deux licornes |                                                       |
|                                        | Barrin (de) ou Barin D'azur à trois fasces d'or accompagnées de trois fleurs de lys pendantes d'argent, tigées et feuillées de sinople., |                                                       |
|                                        | Barruel D'or à la bande d'azur, chargée de trois étoiles d'argent. Support : un ange et un griffon | Virtute sideris ; Cri : Viva rex                      |
|                                        | Batarnay (de) ou Bastarnay Écartelé d'or et d'azur. |                                                       |
|                                        | Baudet De gueules à la fasce d'or, accompagnée de trois étoiles de même. |                                                       |
|                                        | Baume de Pluvinel (de La) D'or à la bande vivrée d'azur, accompagnée en chef d'une moucheture d'hermine., | L'honneur guide mes pas                               |
|                                        | Baume de Suze D'or à trois chevrons de sable ; au chef d'azur chargé d'un lion naissant d'argent, couronné d'or. | Dulce et decorum est                                  |
|                                        | Beaumont (de) De gueules à la fasce d'argent, chargée de trois fleurs de lys d'azur. | Impavidum ferient ruinæ ; Cri : Beaumont ! Beaumont ! |
| Blason                                 | Beauvoir (de) Écartelé d'or et de gueules. Branches - Beauvoir la Palud, qui brisait d'une bordure de sable. |                                                       |
|                                        | Bérenger Gironné d'or et de gueules. |                                                       |
|                                        | Berlioz De gueules au sautoir d'argent, cantonné de quatre fleurs de lys d'or. |                                                       |
|                                        | Bernard (de) De gueules à la bande d'argent, chargée de trois mouchetures d'hermine ; au chef d'or, chargé de trois roses de gueules. |                                                       |
|                                        | Bernard de Marigny, originaire de Normandie et Bretagne D'azur à trois fasces ondées d'or. Alias : Fascé ondé d'or et d'azur de six pièces. |                                                       |
|                                        | Bernon De gueules au chevron d'or, accompagné de trois étoiles de même, au croissant d'argent, en chef, brochant sur la pointe du chevron ; au chef cousu d'azur, chargé de trois étoiles d'argent., |                                                       |
|                                        | Besson De sable au lion passant d'argent ; au chef cousu de gueules, chargé de trois étoiles d'or. Support : deux lions |                                                       |
|                                        | Beylie De gueules à une tête de bélier, coupée d'argent. |                                                       |
|                                        | Bimard D'azur au lion d'or, armé et lampassé de gueules ; au chef cousu de même, chargé de trois molettes d'argent. |                                                       |
| écartelé en sautoir d'argent et d'azur | Blanc de Blanville Écartelé en sautoir d'argent et d'azur. Support et cimier : des hermines | Sine macula                                           |
|                                        | Blanc de La Nautte d'Hauterive Parti : au 1, écartelé en sautoir d'argent et d'azur ; au 2 de gueules au cygne d'argent, au chef de même chargé d'un croissant d'azur. |                                                       |
|                                        | Bocsozel (de) D'or au chef échiqueté d'argent et d'azur de deux tires. La branche Bocsozel-Maubec porte les armes de Maubec : D'or à deux léopards d'azur l'un sur l'autre. | Quoi qu'il en advienne                                |
|                                        | Bohier D'or au lion d'azur ; au chef de gueules. | Virtuti omnia parent                                  |
|                                        | Boissat (de) De gueules à la bande d'argent, accompagnée de six besants d'or, 3, 3, en orle. | Ni regret du passé, ni peur de l'avenir               |
|                                        | Bonne (de), originaire du Languedoc De gueules au lion d'or ; au chef cousu d'azur, chargé de trois roses d'argent. |                                                       |
|                                        | Bonneton, originaire du Vivarais D'azur à trois rocs d'échiquier d'or. |                                                       |
|                                        | Bouillanne ou Boliane D'azur à une patte d'ours d'or, mise en bande. |                                                       |
|                                        | Bouthier de Borgard D'azur à l'épervier d'or, chaperonné de gueules, longé et grilleté d'argent. |                                                       |
|                                        | Bouvier De gueules à trois rencontres de taureau d'or, panachés de même. Bouvier-Montmayran (Montmeiran) : Écartelé : aux 1 et 4 de gueules à trois rencontres de taureau panachés d'or, qui est de Bouvier ; aux 2 et 3 d'azur, semé de fleurs de lys d'or, qui est de Montmeiran. |                                                       |
|                                        | Boys (du) D'azur au sautoir d'argent ; au chef de même chargé d'un lion naissant de gueules., |                                                       |
|                                        | Bressieux De gueules, à trois fasces de vair. Alias : Fascé de gueules et de vair de six pièces. |                                                       |
|                                        | Brunier D'azur à la bande et au chef d'or. |                                                       |
|                                        | Burillon D'azur au chevron d'argent, accompagné de trois étoiles d'or. |                                                       |

### C
| Blason | Nom de la famille et blasonnement | Devise                                                                                      |
| ------ | --- | ------------------------------------------------------------------------------------------- |
|        | Calignon De gueules à l'agneau pascal d'argent, arboré d'or, l'étendard chargé d'une croix de gueules ; au chef cousu d'azur, chargé de deux coquilles d'or., |                                                                                             |
|        | Caritat (de) D'azur au dragon volant d'or, langué et armé de sable ; à la bordure de même. | Caritas                                                                                     |
|        | Cassard D'azur à la licorne passant d'argent. | Sans venin                                                                                  |
|        | Castellane, orig. Provence De gueules à la tour d'or, sommée de trois tourelles du même, celle du milieu supérieure. | May d'honour que d'honours                                                                  |
|        | Chabert D'azur semé de taus d'argent, à la bande de même chargée de trois rocs d'échiquier de sable, brochant sur le tout., | Postes portasque refregit                                                                   |
|        | Chabou D'azur à la croix d'or ; au chef cousu de gueules, chargé de trois roses d'argent. |                                                                                             |
|        | Champier D'azur à une étoile d'or de huit rais. Alias : D'azur à une étoile d'or renversée. | Tu ne cede malis, sed contra audentior ito                                                  |
|        | Chandieu De gueules au lion d'or, paré d'azur. | Pour l'éternité                                                                             |
|        | Chansiergues du Bord ou Chaussiergues D'azur à trois flambeaux d'argent, allumés de gueules ; au chef cousu de même, chargé de trois étoiles d'or. |                                                                                             |
|        | Chapelle (de La) De gueules à la croix d'argent. |                                                                                             |
|        | Chaponay ou Chapponay D'azur, à trois coqs d'or, becqués, crêtés, barbés et membrés de gueules. Support : deux lions d'or Cimier : un coq d'or, crêté, barbé, barbé et membré de gueules | Gallo canente spes redit                                                                    |
|        | Chappuis D'azur au chevron d'or, accompagné de deux roses d'argent en chef et d'un lion de même en pointe. |                                                                                             |
|        | Charpin des Halles D'argent à la croix ancrée de gueules ; au franc-quartier d'azur, chargé d'une étoile d'or. |                                                                                             |
|        | Chastellier (de) D'azur à une tour d'argent, crénelée de cinq pièces de même, maçonnée et rustiquée de sable, sommée de trois tourelles d'argent., Couronne : de marquis Cimier : un bras d'argent, ayant sa cuirasse, tenant un marteau d'armes de sable                                                                                               | Fatum virtus, labor Fermeté et loyauté                                                      |
|        | Châtelet ou Chastelet D'or à la bande de gueules chargée de trois fleurs de lys d'argent. |                                                                                             |
|        | Chaulnes, orig. Picardie D'azur au chevron d'or accompagné de trois clous de la passion de même. |                                                                                             |
|        | Chaux (La) ou Chau, Chaup (La) De … au lion de … |                                                                                             |
|        | Chevalier D'azur au chevron d'or. | Je ne suis point répréhensible                                                              |
|        | Chissé, Chissey, Chissay Parti d'or et de gueules, au lion de sable, armé, vilené et lampassé de gueules, brochant sur le tout., | Toujours,                                                                                   |
| Blason | Chivallet ou Chivalet De gueules au cheval échappé (alias : gai), d'argent. | Liberté aiguillonne                                                                         |
|        | Chosson du Colombier De gueules au lion d'or. |                                                                                             |
|        | Claveyson ou Clavayson ou Claveson De gueules, à la bande d'or chargée de trois clefs de sable. | 1re devise : Cœlorum crux mihi clavis erit 2de devise : Stat fortis in ardus                |
|        | Clermont-Tonnerre (de) De gueules à deux clefs d'argent passées en sautoir., Les armes primitives étaient un mont surmonté d'un soleil. (Clarus mons) Support : Deux lions d'or tenant, l'un une bannière aux armes de France, l'autre une à celles du Dauphiné Cimier : Deux clefs de l'Église, surmontées d'une tiare papale d'or, doublée de gueules | Un Saint Pierre tenant deux clefs à la main avec ces mots : Si omnes ego non                |
|        | Colaud de la Salcette D'azur à la fasce d'argent, chargée de trois étoiles de sable, accompagnées de cinq besants d'or, deux en chef et trois en pointe. Sous le Premier Empire, les armes données par l'Empereur Napoléon sont : De gueules à une épée et un sabre d'argent passés en sautoir, surmontés d'un dauphin de même.                         |                                                                                             |
|        | Combourcier De gueules à la bande d'argent, chargée d'une molette (alias : d'une étoile), d'azur. |                                                                                             |
|        | Copier (de) ou Coppier (de) D'hermine, au chef de gueules., |                                                                                             |
|        | Copin de Miribel (et du Bonnet) D'azur au chevron engrêlé d'argent, accompagné de trois besants de même ; au chef d'argent, chargé d'un lion léopardé de sable, armé, paré, lampassé et allumé de gueules. (Rivoire précise que ces armes reprennent en partie celles de la famille du Bonnet),                                                         |                                                                                             |
|        | Corbeau de Vaulserre (de) D'or à trois fasces de sable., |                                                                                             |
|        | Cordoue (de) D'azur à l'ours d'argent debout, tenant dans ses deux pattes un monde croiseté d'or. |                                                                                             |
|        | Cordon (de), originaire du Bugey Écartelé d'argent et de gueules., Couronne : de comte, ; Cimier : un lion coupé d'argent et de gueules, ; Support : deux lions coupés d'argent et de gueules (alias un lion et une chimère), | Tout sans contrainte ou Omnia Sponte,                                                       |
|        | Croix (de La), olim de Guerre D'azur au buste de cheval d'or, animé de gueules ; au chef cousu de gueules, chargé de trois croisettes d'argent. Cimier et Support : trois chevaux portant chacun un guidon aux armes ci-dessus. | 1re devise : Indomitum domuere cruces 2de devise : Victricia signa secutus ; Cri : Guerre ! |
|        | Crozat (de) De gueules à la croix ancrée d'or, terminée par quatre croissants de même, adossés à la croix. | Cœlorum crux mihi clavis erit                                                               |

### D
| Blason | Nom de la famille et blasonnement | Devise                          |
| ------ | --- | ------------------------------- |
|        | Dauphin de Verna D'azur à la bande d'or, chargée d'un dauphin et d'une étoile de gueules (l'étoile en chef).                                                                          |                                 |
|        | Dejean de La Bâtie Écartelé aux 1 et 4 d'or à une flamme de gueules ; aux 2 et 3 d'azur à une épée haute, posée en pal. (d'après un article du Bulletin héraldique) Couronne de comte |                                 |
|        | Die D'or à trois bourdons de sable. Alias : De gueules au château (sommé de trois tours) d'or (armes anciennes).,                                                                     |                                 |
|        | Dijon de Cumane D'argent à dix joncs de sinople posés sur une terrasse de même. |                                 |
|        | Disimieu De gueules à six roses d'argent. | Il n'est nul qui dise mieux     |
|        | Donin De gueules à une rose accostée de deux étoiles d'argent ; au chef d'or chargé d'une croisette d'azur.,                                                                          |                                 |
|        | Doriac, voire Auriac, Oriac De sable au griffon d'or, langué, armé, vilené et couronné de gueules.                                                                                    |                                 |
|        | Drier De sinople au bastion d'argent., |                                 |
|        | Dupont de Chavanieu D'or à trois flammes d'azur, mouvantes du chef ; au chef de même chargé d'un cygne d'argent, issant du côté senestre.                                             | N'éveillez pas le chat qui dort |
|        | Durand Parti de sable et d'or, au chevron de l'un en l'autre ; au chef cousu d'argent chargé de trois têtes de lion léopardées de gueules, lampassées de sable.                       |                                 |

### E
| Blason | Nom de la famille et blasonnement | Devise                                                                |
| ------ | --- | --------------------------------------------------------------------- |
|        | Emé, Eme ou Esme de Marcieux D'azur à l'agneau passant d'argent ; au chef cousu d'or, chargé de trois rencontres de vache (ou de taureau) de sable., | 1re devise : Vinco dulcenide robur 2de devise : Vires dulcedine vinco |
|        | Emon-Franquières ou Aymon de Franquières D'azur à la plante de millet à deux épis d'or, renversés, l'un à dextre, l'autre à senestre, feuillés de cinq feuilles ; au chef cousu de gueules chargé de trois étoiles d'or. |                                                                       |
|        | Estienne (d'), Estienne de Saint-Jean et d'Orves (d') De gueules à la bande d'or, accompagnée en chef d'un gland vêtu, tigé et feuillé de même, et en pointe d'un besant d'or ; au chef cousu d'azur chargé de trois étoiles d'or., Support : Deux sauvages d'or, alias deux griffons, Cimier : un casque à trois plumes tourné de face |                                                                       |
|        | Esparvier (l') De gueules à l'épervier volant d'or, membré de sable ; au chef d'or chargé de trois croisettes de gueules. |                                                                       |
|        | Expilly D'azur au coq d'or, crêté et barbelé de gueules ; au chef d'or chargé de trois molettes de sable. |                                                                       |
|        | Eyraud alias Heroud D'azur à une colombe volante d'argent, tenant en son bec un rameau de même ; au chef d'or chargé de trois roses de gueules. |                                                                       |

### F
| Blason                | Nom de la famille et blasonnement | Devise                                         |
| --------------------- | --- | ---------------------------------------------- |
|                       | Fages, originaire du Languedoc D'or à la montagne de trois coupeaux de gueules, celui du milieu plus haut, surmonté d'une colombe d'argent tenant à son bec un rameau d'olivier de sinople ; au chef d'azur chargé de trois fleurs de lys d'or. |                                                |
|                       | Falaise, originaire du Viennois De sinople à la falaise d'or, moussée de sinople. |                                                |
|                       | Falcoz de la Blanche D'azur au faucon d'argent, grilleté de même. |                                                |
|                       | Falquet de Planta D'azur au chevron d'argent chargé de trois mouchetures d'hermine, accompagné en chef d'un faucon et en pointe d'une molette, le tout d'argent. |                                                |
|                       | Farel D'argent au lion de gueules. |                                                |
|                       | Fau (du) D'azur à trois larmes d'argent. |                                                |
|                       | Faure du Cros D'azur au sautoir d'argent. |                                                |
|                       | Faure (du) D'argent à la bande en devise d'azur enfilée de trois couronnes ducales d'or. Branches - Faure d'Upaix : D'azur à la bande d'argent enfilée de trois couronnes ducales d'or. | Pour bien ; Cri de guerre : Toujours Vercors ! |
|                       | Fayard, orig. Lyonnais D'argent au fayard de sinople adextré d'un croissant et senestré d'une étoile, le tout de gueules. |                                                |
|                       | Fayolle (de La) D'argent au lion de gueules ; au chef d'azur chargé de deux palmes au naturel passées en sautoir, liées de gueules. | Tendit ad gloriam                              |
|                       | Ferraillon De gueules à trois fasces d'or. |                                                |
|                       | Ferrier de Montal (de) D'argent à quatre fers de lance d'azur, posés en sautoir, les fers mis en bande ; écartelé d'azur à la tour d'argent ou De sinople à trois fers à cheval d'or 2-1. Cet écu était parti d'azur à deux jumelles d'or. ou écartelé aux 1 et 4 d'argent à quatre fers de lance d'azur, posés en sautoir, les fers mis en bande, qui est de Ferrier, en Espagne ; aux 2 et 3 d'azur à une tour d'argent. |                                                |
|                       | Fétan (de) D'azur au chevron d'or. |                                                |
|                       | Fillol ou Filliaud D'or à la fasce de gueules, accompagnée de trois hures de sanglier de sable. |                                                |
| Blason Famille Flotte | Flotte (de) Losangé [d'argent] et de gueules ; au chef d'or., | Tout flotte !,                                 |
|                       | Flotte-Roquevaire Écartelé aux 1 et 4 d'azur à trois orioles d'or, surmontés d'un lambel de gueules, qui est de Roquevaire ; aux 2 et 3 losangé d'argent et de gueules, au chef d'or, qui est de Flotte., |                                                |
|                       | Foreis D'azur à trois ancres d'or. |                                                |
|                       | Forest (La) ou Forêt de Divonne De sinople à la bande d'or, frettée de gueules. |                                                |
|                       | Four (du) D'azur à trois étoiles d'argent ; alias d'or. |                                                |
|                       | Fustier D'or à trois figues pendantes d'azur, tigées et feuillées chacune de deux feuilles de sinople. |                                                |

### G
| Blason | Nom de la famille et blasonnement | Devise                         |
| ------ | --- | ------------------------------ |
|        | Gaillard D'azur au coq d'or, becqué, crêté, barbelé et membré de gueules ; au chef d'argent chargé d'un croissant de sable. |                                |
|        | Galbert (de) D'azur au chevron-pal d'argent, accompagné en chef de deux croissants de même. |                                |
|        | Gallier (de), orig. Savoie ou Piémont (?) D'azur au chevron d'argent, accompagné de trois coquilles de même ; au chef d'argent chargé de trois roses de gueules. Gallier de Veaussert Couronne : de comte Tenant : deux sauvages |                                |
|        | Gardier (du) D'azur au lion d'argent, regardant vers un soleil d'or posé en franc-quartier. |                                |
|        | Garnier (de) D'azur au chevron d'argent, accompagné en chef de deux étoiles d'or. |                                |
|        | Garnier de Labareyre D'azur au chevron d'or, accompagné de trois étoiles d'argent : au chef cousu de sinople chargé de deux bandes d'argent accompagnées de trois besants de même posés en barre.                                |                                |
|        | Garnier des Garets D'or au chevron d'azur, accompagné de deux rencontres de taureau de gueules en chef, et d'une étoile à six rais de même, en pointe ; au chef d'azur, chargé de trois étoiles d'or. Cimier : une fortune       | Contre fortune bon cœur        |
|        | Gauthier ou Gautier D'azur au lion d'argent ; au chef d'or chargé de trois roses de gueules. |                                |
|        | Genas (de) D'or à un genêt de sinople de quatre branches passées en deux doubles sautoirs, fleuri d'or, qui est de Genas ; écartelé aux 2 et 3 de gueules à l'aigle d'argent becqué et membré d'or, qui est de Spifame.          |                                |
|        | Gratet ou Grattet D'azur au griffon d'or. Alias : un griffon d'argent, pour brisure. | Tout à tout                    |
|        | Grégoire D'argent au lion morné de gueules. | Sans s'endormir                |
|        | Grolée (de), orig. Bugey Gironné d'or et de sable de huit pièces. |                                |
|        | Guignard (de) D'azur, au chevron d'argent, accompagné en chef de deux tours d'or., Alias : écartelé ; aux 1 et 4 d'argent à trois merlettes (ou molettes) de sable.                                                              | Fort et ferme ou Ferme et fort |
|        | Guillaumont (de), orig. Languedoc, Velay, principauté d'Orange Coupé de gueules et d'azur ; l'azur à la fasce d'argent, accompagnée en chef d'un lion naissant d'or, et en pointe d'un bouquet de plumes d'argent.               |                                |
|        | Guillon D'azur, au sautoir d'or. |                                |

### H
| Blason                                            | Nom de la famille et blasonnement | Devise |
| ------------------------------------------------- | --- | ------ |
| Blason Famille d'Hostun · Blason Famille d'Hostun | Hostun (d') ou Hostung (d') De gueules à la croix engrêlée d'or. Branches - Hostun-Claveyson écartelait : aux 1 et 4 d'Hostun ; aux 2 et 3 de gueules à la bande d'or chargée de trois clefs de sable, qui est de Claveyson. |        |

### I
| Blason | Nom de la famille et blasonnement                                                                                                   | Devise             |
| ------ | --- | ------------------ |
|        | Iserand De gueules, au griffon d'argent ; au chef cousu de gueules. Alias : D'azur, au griffon d'argent ; au chef cousu de gueules. | Magis insita cordi |
|        | Isnard (des) De sable, au sautoir d'argent cantonné de quatre molettes de même.                                                     | Lastimar apretedas |

### J
| Blason | Nom de la famille et blasonnement | Devise |
| ------ | --- | ------ |
|        | Jacquemet de Saint-Georges D'or, au lion d'azur, à double queue, l'une d'azur, l'autre de gueules., alias d'or au lion coupé d'azur et de gueules, monstrueux et composé de deux corps ayant chacun deux pattes de derrière et une queue, lampassé et armé de même. D'or au lion d'azur lampassé et armé de gueules, la queue, du même, fourchée et passée en sautoir. Timbre : casque taré de profil, orné de ses lambrequins Cimier : le lion de l'écu issant |        |
|        | Jarente ou Gerente, orig. Provence D'or au sautoir de gueules. |        |

### L
| Blason                   | Nom de la famille et blasonnement | Devise                                                              |
| ------------------------ | --- | ------------------------------------------------------------------- |
|                          | Laigue ou L'Aigue De gueules semé de gouttes d'eau d'argent, à trois trangles ondées de même en chef (ou chef en nuée). Rivoire suppose qu'il s'agit d'« une brisure de la branche de Chandieu, proposant que les armes pleines devaient être : de gueules semé de gouttes d'eau ou larmes d'argent, auxquelles on ajouta les trangles ondées lorsque la branche de Chandieu supprima l'écartelé : d'argent à trois fasces ondées d'azur ». Branche - Deuxième branche des seigneurs de Laigue et de Chandieu |                                                                     |
|                          | Laire (de) ou Lhére ou Layre D'argent au lion de gueules. Alias : brisé d'une bordure engrêlée d'azur. |                                                                     |
|                          | Lambert d'Hautefare (de) D'argent à une branche de rosier de sinople en barre, fleurie de trois roses de gueules ; au chef d'azur, chargé de trois étoiles d'or. |                                                                     |
|                          | Langes De gueules au cerf ailé et élancé d'or. |                                                                     |
|                          | Lastic (de), orig. d'Auvergne De gueules à la fasce d'argent. De gueules, à la fasce d'argent ; à la bordure de sable, alias : De sable, à la fasce d'argent ; à la bordure de gueules. qui sont des brisures portées par les branches dauphinoises |                                                                     |
|                          | Lattier, Lathier, ou Latier D'azur, à trois lacs d'amour (lacs tiers) d'argent ; au chef de même. | Pour trois ; Cri : La foi, le roy, la loy                           |
| Blason Famille Laurencin | Laurencin, orig. Lyon De sable, au chevron d'or, accompagné de trois étoiles d'argent. | 1re devise : Lux in tenebris 2de devise : Post tenebras spero lucem |
|                          | Lavieu (de) De gueules ; au chef de vair. |                                                                     |
|                          | Lay (de) D'or au sautoir de gueules. |                                                                     |
|                          | Lemps (de) D'or, parti de gueules, au lion de l'un en l'autre, brochant sur le tout. | Le temps, j'attends                                                 |
|                          | Leusse, Lusse, Leusson, Lusson (de) De gueules, à deux brochets adossés d'or, accompagnés de trois croix de Malte d'argent. | Honore in terra, lo spirito in cielo                                |
|                          | Leyssin ou Leyssins D'azur, au sautoir d'or. |                                                                     |
| Blason Famille de Livron | Livron (de) D'argent, à trois fasces de gueules ; au franc-quartier d'argent chargé d'un roc d'échiquier de sable. |                                                                     |
|                          | Lombard de Montchalin (de), orig. Bourgogne D'argent, au chevron de gueules, accompagné de trois fleurs de lys de sable ; au chef de gueules, qui est de Lombard ; écartelé de gueules, à trois pals d'or, à la bande de sable brochant sur le tout, qui est de la Balme-Montchalin. |                                                                     |
|                          | Longecombe (de), orig. Bugey D'or, à deux bandes ondées d'azur. Cimier : un cheval ailé d'or. Support : deux chevaux ailés de même. |                                                                     |
|                          | Loras (de) De gueules, à la fasce losangée d'or et d'azur. Branches Loras-Jaillonnas : brisait en portant une bande losangée au lieu d'une fasce. Loras-Montplaisant : brisait Parti au 1 de gueules, à la fasce losangée d'or et d'azur ; au 2 de gueules, à la bande losangée d'or et d'azur. |                                                                     |
|                          | Louvet ou Louet D'azur à trois coquilles d'or. |                                                                     |
|                          | Luc D'or, à la bande de sable, chargée d'un brochet d'argent. |                                                                     |
|                          | Luzy de Pélissac D'or, à la fasce échiquetée d'argent et de gueules ; parti de gueules au chevron d'argent, accompagné de trois étoiles d'or. |                                                                     |

### M
| Blason | Nom de la famille et blasonnement | Devise                                                     |
| ------ | --- | ---------------------------------------------------------- |
|        | Machy et Machy-Bonnardel D'or, au lion de gueules. |                                                            |
|        | Magnan de Magnin D'azur, au chevron d'or, accompagné de trois étoiles de même. |                                                            |
|        | Maillefaud D'or, au chevron de sable ; au chef d'azur, chargé de trois étoiles d'or. |                                                            |
|        | Mantin Écartelé aux 1 et 4 d'or au lion de gueules ; aux 2 et 3 d'argent à la merlette de sable. |                                                            |
|        | Marcel D'argent à la bande de gueules, chargée de trois croissants d'argent. Branche des Marcel-Blain : Écartelé aux 1 et 4 de gueules, à trois bandes d'or, celle du milieu chargée de trois molettes de sable, qui est de Blain ; aux 2 et 3 d'argent, à la bande de gueules chargée de trois croissants du champ, qui est de Marcel. |                                                            |
|        | Marsane alias Marsanne De gueules, au lion d'or ; au chef de même, chargé de trois roses du champ. |                                                            |
|        | Martel D'or à la bande de sable, chargée de trois étoiles d'argent. |                                                            |
|        | Martin de Méreuil D'or au soleil de gueules ; au chef d'argent chargé de trois roses d'azur. |                                                            |
|        | Masso D'azur à la bande d'or. |                                                            |
|        | Maugiron (de) Gironné d'argent et de sable de six pièces (mal gironné). | Infringet solido ; Cri : Maugiron                          |
|        | Maximy (de) D'azur au chevron d'argent accompagné en pointe d'une étoile d'or ; au chef de gueules chargé de deux étoiles d'or., Alias : au chef de gueules chargé de trois étoiles d'or. Alias : d'azur, au chevron d'or, accompagné de trois roses de gueules ; au chef d'argent.                                                     |                                                            |
|        | Mayol de Lupé, orig. Forez D'or à six pommes de pin versées de sinople, 3, 2, 1. |                                                            |
|        | Menon (de) alias du Menon D'or, au chardon bénit de pourpre, feuillé et tigé de sinople, mouvant d'un croissant montant de gueules, et cotoyé de deux autres croissants de même, chacun rangé sur une des branches. | Ne deuil, ne joye                                          |
|        | Mérez D'or, à la tour d'azur, ruinée à dextre, le haut tombant à senestre, maçonnée de sable, accompagnée d'un croissant montant d'azur au premier quartier du chef, et d'un autre en pointe. | Evertit fortissima virtus                                  |
|        | Messay (de) D'azur au sautoir d'or. |                                                            |
|        | Mévouillon De gueules, chaussé d'hermine. Alias : d'hermine ; au chef d'or, chapé de gueules. |                                                            |
|        | Mitte, orig. Forez D'argent, au sautoir de gueules ; à la bordure de sable, chargée de huit fleurs de lys d'or. |                                                            |
|        | Monières D'azur, à l'étoile d'or. |                                                            |
|        | Montbel (de), orig. Savoie D'or, au lion de sable, armé et lampassé de gueules ; à la bande componée d'hermine et de gueules de six pièces, brochant sur le tout. Cimier : un aigle d'argent, becqué d'azur Support : deux lions d'or                                                                                                   |                                                            |
|        | Montchenu De gueules à la bande engrêlée d'argent. Branches Thodure, Beausemblant : brisaient d'un aigle d'azur en chef de la bande. | La droite voie ; Cri : Montchenu !                         |
|        | Monteynard, Montaynard, anciennement Aynard De vair, au chef de gueules, chargé d'un lion issant d'or. | Pro deo, fide et rege ; Cri : Plutôt mourir !              |
|        | Monts (de) ou Mons Bandé d'or et de sable de huit pièces. Support : deux renommées | 1re devise : Omnia cum tempore 2de devise : Fortis ut Mons |
|        | Moreau de Bonrepos et de La Bélive D'argent au chevron d'azur, accompagné de trois têtes de Maure de sable. |                                                            |
|        | Morestel ou Morêtel, en Viennois De sinople ; au chef d'or, chargé de trois fleurs de lys d'azur. |                                                            |
|        | Morestel ou Morêtel, en Grésivaudan De sable, à la bande d'argent. |                                                            |
|        | Morges (de) D'azur, à trois têtes de lion arrachées d'or, lampassées de gueules et couronnées d'argent (alias d'or). | Cri : Morges !                                             |
|        | Moreton de Chabrillan (de) D'azur, à une tour crénelée de cinq pièces, sommée de trois donjons, chacun crénelé de trois pièces, le tout d'argent maçonné de sable ; à la patte d'ours d'or, mouvant du quartier senestre de la pointe et touchant la porte de la tour.                                                                  | Antes quebrar que doblar ; Cri : Moreton ! Moreton !       |
|        | Murinais (de) De gueules, au lion d'or. Alias : d'azur, au lion d'or, armé et lampassé de gueules. |                                                            |
|        | Musy (de) D'azur, au lion d'or, armé et lampassé de gueules (alias : couronné). Branches Léonard Musy : brisait d'une bordure d'argent. |                                                            |

### N
| Blason | Nom de la famille et blasonnement                                                                           | Devise          |
| ------ | --- | --------------- |
|        | Nerpol D'argent à la bande de gueules ; au chef d'azur chargé de deux clefs d'or en sautoir.                |                 |
|        | Neufville-Villeroy D'azur, au chevron d'or, accompagné de trois croix ancrées de même.                      |                 |
|        | Neyrieu D'or, au griffon de gueules, empêché d'un chevron d'argent.                                         | Je suis Neyrieu |
|        | Nicolay ou Nicolaï D'azur, au lévrier d'argent, colleté de gueules, le collier bordé, bouclé et cloué d'or. | Laissez dire    |
|        | Nicollet D'argent, à l'ours de sable rampant en bande sur un bâton de même.                                 |                 |
|        | Normand (le) ou Normant (le) D'azur, à la tête d'aigle, arrachée d'argent, soutenue d'une fasce de même.    |                 |

### O
| Blason | Nom de la famille et blasonnement                                                                                          | Devise |
| ------ | --- | ------ |
|        | Odier Écartelé d'or et de sinople, à la fleur d'argent en cœur.                                                            |        |
|        | Odoin ou Odouin et Audoyn De sable, à trois heaumes d'argent.                                                              |        |
|        | Olphe-Galliard D'argent à une rose à huit pétales de gueules, barbée de sinople.                                           |        |
|        | Orlier de Saint-Innocent (d') ou Orlié (d') De sable, à l'ours rampant d'or. Alias : D'or, à l'ours levé en pied de sable. |        |

### P
| Blason                         | Nom de la famille et blasonnement | Devise                                                 |
| ------------------------------ | --- | ------------------------------------------------------ |
|                                | Pape D'azur, à la croix d'argent. |                                                        |
| Blason Pascal                  | Pascal ou Paschal ou Pasqual D'azur, à l'agneau pascal d'argent, le guidon arboré de même, croisé de gueules. | Spes mea Christus                                      |
|                                | Pascalis de Longpra De sinople au chef d'argent, chargé d'un pont de sable, sommé de quatre tours du même. Armes primitives : De sinople à un agneau d'or, portant un croix d'argent, avec la légende Agnum dei revereor,                                                                 |                                                        |
|                                | Payan ou Payen (de), olim Payan d'Augery, de Payen de l'Hôtel de la Garde et de l'Estang D'azur au chevron d'or, accompagné de trois molettes d'éperon du même., |                                                        |
|                                | Pélisson De gueules à un pélican d'argent dans sa piété du même., Alias : D'azur, au pélican d'or ; au chef de gueules, chargé de trois besants d'or. |                                                        |
|                                | Pellafol ou Pelafol (de) D'or, au lion de gueules. |                                                        |
|                                | Pellet ou Pellet-Narbonne ou Narbonne-Pellet D'argent, au chef de sable ; à la bordure de gueules. | Vis nescia vinci                                       |
|                                | Peloux (du) D'argent au sautoir engrêlé, alias dentelé d'azur. |                                                        |
|                                | Pierre (de) ou Peyre D'azur, à trois billettes d'or ; au chef de gueules, chargé d'un croissant d'argent. |                                                        |
|                                | Pierre de Bernis (de), orig. Languedoc D'azur, à la bande d'or, accompagnée d'un lion léopardé de même, en chef, armé et lampassé de gueules. Alias : D'azur, à la bande d'or, chargée d'un lion du champ, armé et lampassé de gueules. Cimier : un demi-lion au naturel, armé d'une épée | Armé pour le roi                                       |
|                                | Pilhon ou Pillon (de) D'argent, au lion de sable, armé et lampassé de gueules. | Vicit leo                                              |
|                                | Pina D'azur à la bande d'argent, chargée de trois croisettes de sable. ou D'azur à la bande d'or, chargée de trois croisettes (pattées) de sable. |                                                        |
|                                | Piolenc (de), orig. Languedoc, Provence De gueules, à six épis de blé d'or, posés en pal, 3, 2, 1 ; à la bordure engrêlée de même., Cimier : un phénix d'or sur son bûcher enflammé de gueules                                                                                            | Campi tui implebuntur ubertate                         |
|                                | Plantin de Villeperdrix, orig. Languedoc D'or au chevron de gueules accompagné de trois arbres arrachés de sinople ; au chef d'azur chargé d'un lion léopardé d'or, armé et lampassé de gueules.                                                                                          |                                                        |
|                                | Poitiers (de) (Poitiers-Valentinois) D'azur, à six besants d'argent, 3, 2, 1 ; au chef d'or. |                                                        |
|                                | Poligny alias Polligny De gueules, à trois chevrons d'argent ; au chef d'or, chargé d'un renard, alias un loup, passant de gueules. | Vertu et fortune                                       |
|                                | Polloud (de) et Pollod D'or fretté de gueules. | Contra audentior ito                                   |
|                                | Port (du) (Port du Pontcharra) Palé d'argent et d'azur de six pièces ; à la trangle haussée de sable, en devise, brochant sur le tout. | Cingit et obstat                                       |
|                                | Porte (de) De gueules à la croix d'or. | Pour elle tout mon sang ; Cri : Nul n'enfonce la porte |
| de gueules à la fasce d'argent | La Poype (de) De gueules, à la fasce d'argent. Cimier : un sauvage de carnation, naissant, ayant une épée haute en la main droite et une massue basse en la gauche Support : deux sauvages de même                                                                                        | Nec temere, nec timide ; Cri : La Poype !              |
|                                | Pracomtal (de) D'or, au chef d'azur, chargé de trois fleurs de lys d'or. | Partout vit Ancone                                     |
|                                | Puy-Montbrun (du) ou Dupuy D'or au lion de gueules armé et lampassé d'azur. Alias : D'or au lion de gueules, armé, paré et lampassé d'azur. | Vicit leo ; Cri : Montbrun !                           |

### R
| Blason                 | Nom de la famille et blasonnement | Devise              |
| ---------------------- | --- | ------------------- |
|                        | Raymond-Modène ou Raimond D'argent, à la croix de gueules, chargée de cinq coquilles du champ. | Sauciat et defendit |
|                        | Repellin D'argent, à neuf clochettes de sable 3, 3, 3 ; au lion de gueules brochant sur le tout. |                     |
|                        | Revel (de) D'or au demi-vol de sable., alias D'or, au demi-vol de sable, surmonté d'une étoile d'azur., alias D'or, au demi-vol de sable, surmonté d'une étoile d'argent. Branche des Revel du Perron (de) : Écartelé au 1 & 4 de gueules, à la colonne d'argent ; au chef d'azur, chargé d'un aigle d'argent, membré, becqué & couronné de sable, qui est du Perron ; au 2 & 3 d'or, au demi-vol de sable, sommé d'une étoile d'azur, qui est de Revel., |                     |
|                        | Révol (de) D'argent à trois trèfles de sinople., |                     |
| Blason Famille Reynard | Reynard ou Renard De gueules, au renard rampant d'or. Branches Avançon : D'azur, au renard rampant d'or. | Marte et arte       |
|                        | Rivérieulx (de) (de Varax, de Chambost), originaire de Lyon D'azur au croissant d'argent accompagné en pointe d'une rivière agitée du même. |                     |
|                        | Rivoire (de) (Rivoire de la Bâtie) D'or, à trois chênes arrachés de sinople, rangés (armes parlantes anciennes)., Avec la réunion du Dauphiné à la France, elle porte : Fascé d'argent et de gueules, de six pièces, à la bande de France. La bande, chargée d'abord de fleurs de lys sans nombre, subit plus tard la réduction au nombre de trois, qu'avait adoptée la maison royale. Foras donne fascé d'argent et de gueules de six pièces, à la bande d'azur chargée de trois fleurs de lys d'or. Mulleur (2001) donne : D'or au chevron d'azur, chargé en chef d'un soleil d'or et en pointe de deux croissants d'argent., |                     |
|                        | Robin D'azur, au chevron d'or, accompagné de trois roses de même. |                     |
|                        | Rochevieille (de) D'hermine, à la bande de gueules. |                     |
|                        | Rose ou Roze D'azur, au chevron d'or, accompagné de trois roses de même. |                     |
|                        | Rostaing-Champferrier (de), orig. Vivarais De gueules au lion d'or. Alias : D'or au lion de gueules ; au chef d'azur, chargé d'une roue d'or (empruntée au blason des Rostaing, comtes de Bury). |                     |
|                        | Rostaing du Valentinois (de) D'azur, à la fasce d'or, accompagnée en pointe d'une roue de même. |                     |
|                        | Roussillon (de), Rossillon D'or, à l'aigle éployée de gueules. Alias : De gueules, à l'aigle d'argent. |                     |
|                        | Roux-Deagent D'azur, au chevron d'argent, accompagné de trois étoiles d'or. |                     |

### S
| Blason                    | Nom de la famille et blasonnement | Devise |
| ------------------------- | --- | --- |
|                           | Sade (de), orig. Provence De gueules à l'étoile à huit rais d'or, chargée d'une aigle impériale. Alias : éployée de sable, becquée, et membrée de gueules. | |
|                           | Saint-Ferreol De sinople au chevron d'or, accompagné de trois molettes d'argent ; au chef d'or. | |
|                           | Saint-Geoirs olim Saint-Juers D'argent, à trois fasces de gueules. | |
|                           | Saint-Germain (de) olim Saint-Germain de Mérieu (de) D'or, à la bande d'azur chargée de trois croissants montants d'argent., | Perge, Age, Vince omnem, Miles, Virtute laborem                                                                 |
|                           | Saint-Symphorien D'or, à la croix d'azur. | |
|                           | Salemard (de) olim Salamar Coupé d'argent sur sable, à la bande engrêlée de l'un en l'autre. Cimier : une tête de sable, alias une demi-licorne d'argent Support : deux sauvages de sable, alias deux licornes d'argent | Labor in armis est nostri testis honoris                                                                        |
|                           | Saluces D'argent au chef d'azur. | |
|                           | Salvaing de Boissieu De l'empire, à la bordure de France. Cimier : une aigle naissante d'or, à deux têtes, aux becs ouverts, de l'un desquels sort un rouleau avec le cri : « À Salvaing le plus gorgias ! » et de l'autre la devise : « Que ne ferais-je pour elle ? » Support : deux aigles contournées tenant chacune avec leur bec une bannière aux armes d'Allinges, de gueules à la croix d'or | 1re devise : Que ne ferais-je pour elle ? 2de devise : Regi devota jovique ; Cri : À Salvaing le plus gorgias ! |
|                           | Salvaing de Boissieu olim Perrin de Boissieux D'or à une aigle éployée de sable, becquée, membrée, diadémée de gueules et soutenue d'une rose tigée et feuillée au naturel, mouvant de la pointe de l'écu ; à la bordure d'azur., | |
|                           | Sassenage (de) Burelé d'argent et d'azur ; au lion de gueules, armé, lampassé et couronné d'or, brochant sur le tout. Cimier : primitivement un lion naissant, puis un griffon, plus tard une mélusine Support : « Tantôt des anges, tantôt un griffon, tantôt des sauvages, puis une mélusine se baignant dans une cuvette, tenant de la main droite l'écu de Sassenage, de la gauche celui de Bérenger, avec ces mots : Si fabula nobilis est. » Branche des La Tour-Sassenage : De gueules, à la tour d'argent senestrée d'un avant-mur de même, maçonnée de sable. | Une sur toutes (Jacques de Sassenage) et J'en ai la garde du pont ; Cri : Sassenage                             |
|                           | Saulces de Freycinet (de) ou Saulses D'or à trois [roses tigées] au naturel, soutenues d'un croissant de sable ; au chef d'azur chargé de trois étoiles d'argent. Branches La Tour : D'azur à une tour d'or maçonnée, donjonnée et portillée de sable, reposant sur une terrasse du même. | |
|                           | Sauret D'or, alias d'argent, à la croix ancrée de gueules. Alias : De gueules, à la croix ancrée d'or. | |
| Blason Famille de Seguins | Séguins (de) D'azur, à une huppe d'argent, becquée et onglée de gueules, la tête penchante, la jambe droite levée, accompagnée en chef de quatre étoiles d'or, rangées, et, en pointe, de trois étoiles de même 2, 1. | |
|                           | Sillol D'azur, à la bande d'or, alias d'argent, chargée de trois têtes d'aigle de sable, languées de gueules. | |
|                           | Simiane (de) D'or, semé de fleurs de lys et de tours d'azur, en nombre égal. | Sustentant lilia turres Alias : Sic Simianœi pro gestis lilia gestant                                           |
|                           | Sonzié (de) ou Sonzier, orig. Savoie De gueules, à trois besants d'or. | |
|                           | Suau (du) D'azur, à trois chevrons d'argent ; au chef d'or chargé de trois étoiles de gueules. | |

### T
| Blason                   | Nom de la famille et blasonnement | Devise |
| ------------------------ | --- | ------ |
|                          | Taulignan De sable, à la croix engrêlée d'or, cantonnée de dix-huit billettes de même, cinq en sautoir à chaque canton du chef et quatre à ceux de la pointe.                                                                                    |        |
|                          | Taxis ou Taxil De sinople, au chevron d'argent, chargé de cinq pommes de pin de gueules, accompagné de trois molettes d'or. |        |
|                          | Thélis (de) De gueules, à trois fasces d'or. Alias : D'or à trois fasces de gueules. |        |
|                          | Tournet D'azur, à trois tours d'argent crénelées et maçonnées de sable., |        |
|                          | Tournu de Ventavon Écartelé : aux 1 et 4 d'azur à la bisse d'argent, se mordant la queue, qui est de Tournu ; aux 2 et 3 d'azur à trois têtes de lion, arrachées d'or, lampassées de gueules et couronnées d'argent, qui est de Morges-Ventavon. |        |
| Tremolet de Lacheysserie | Trémolet de Lacheysserie (du) D'azur, à trois trèfles d'or ; au chef cousu de gueules chargé de trois étoiles d'argent. |        |

### U
| Blason | Nom de la famille et blasonnement | Devise                                      |
| ------ | --- | ------------------------------------------- |
|        | Urre D'argent, à la bande de gueules, chargée en chef d'une étoile du champ. Branches - Urre-la-Touche : trois étoiles d'or sur la bande, pour brisure. | En tous lieux, à toute heure ; Cri : Urre ! |

### V
| Blason                       | Nom de la famille et blasonnement | Devise |
| ---------------------------- | --- | --- |
|                              | Vachon (de) De sable, à la vache passante, d'or., Branches - Vachon-Briançon : Écartelé aux 1 & 4 de Vachon, aux 2 & 3 d'azur à la croix d'or, qui est de Briançon., - Vachon de Belmon(t) : Écartelé aux 1 & 4 de Vachon, aux 2 & 3 de gueules à la quintefeuille d'hermine, qui est de Belmont. ; Couronne de Marquis ; support : deux hommes d'armes tenant chacun un poignard élevé | 1re devise : Solerti simplicitate 2de devise : In melius                                                                          |
|                              | Vallin (de) De gueules, à la bande componée d'argent et d'azur, de six pièces., Tenants : un Hercule appuyé sur une massue à droite et un lion avec queue de poisson. | Gradibus virtutis sic itur ad astra                                                                                               |
|                              | Valous (de) alias Valoux De gueules, à l'hermine d'argent, passante au naturel, colletée de Bretagne ; au chef cousu d'azur, chargé de trois étoiles d'or. | Malo mori quam fœdari |
|                              | Vaugelet (de) ou Vaugellet (de) D'azur, au chevron d'or accompagné de trois molettes d'argent. ou D'azur, au chevron d'or accompagné de trois molettes d'or posées 2 et 1. | |
|                              | Vaujany (de) Burelé d'argent et d'azur de dix pièces ; au chef de gueules, chargé d'un lion naissant d'or. | |
|                              | Verney (du) ou Duverney D'azur à un arbre de sinople entre deux colonnes basses d'argent ; au chef d'argent chargé de trois roses de gueules 1, 2 ; à la champagne d'or. | |
|                              | Veynes (de) De gueules à trois bandes d'or. | |
| Blason Famille de Villars    | Villars (de) D'azur à trois molettes d'or ; au chef d'argent, chargé d'un lion léopardé de gueules. Alias : D'azur au chef cousu de gueules, chargé d'un lion léopardé d'argent. | |
|                              | Villars (de) D'azur, au griffon d'or. | |
| Blason Thoire-Villars        | Villars-Thoire (de) Bandé d'or et de gueules de six pièces. Cimier : une tête de taureau ou un taureau ailé d'or Support : deux sauvages tenant en main la bannière de Villars | Cri : Villars ! |
| Blason Famille de Villeneuve | Villeneuve de Vence (de), orig. Provence De gueules fretté de six lances d'or, les claires-voies remplies chacune d'un écusson du même ; à l'écusson d'azur chargé d'une fleur de lys d'or, par concession, brochant sur le tout. | Libéralité |
|                              | Vincent De gueules, à la bande d'hermine. | |
|                              | Vincent d'Albuzy de Montarcher Écartelé aux 1 et 4 de gueules à trois bandes d'argent, au chef d'hermine ; aux 2 et 3 d'azur, au chevron d'or, accompagné de deux besants et d'une étoile de même. | |
|                              | Virieu (de) D'azur à trois vires d'or., Branches - Virieu-Pupetières : De gueules à trois vires d'argent. - Les seigneurs de Faverges dits Virieu-Beauvoir : Écartelé aux 1 et 4 d'azur à trois vires d'or ; aux 2 et 3 écartelé d'or et de gueules, qui est de Beauvoir. | 1re devise : virescit vulnere virtus (« La blessure renforce le courage ») 2de devise : Sine fine (« Sans fin ») ; Cri : Virieu ! |
|                              | Vivier de Fay-Solignac (du) De gueules, au cerf d'or, passant sur un pont d'argent, à l'eau de même., | |

### Y
| Blason | Nom de la famille et blasonnement                                                                                         | Devise |
| ------ | --- | ------ |
|        | Yse (d') D'argent, au lion de gueules ; à la bande d'azur chargée en chef d'une fleur de lys d'or, brochant sur le tout., |        |

- Haut – A
- B
- C
- D
- E
- F
- G
- H
- I
- J
- K
- L
- M
- N
- O
- P
- Q
- R
- S
- T
- U
- V
- W
- X
- Y
- Z

### Armorial de Dauphiné
(section « Bibliographie »)
1. ↑  p. 186-187 (lire en ligne).
2. ↑  p. 736-738 (lire en ligne).
3. 1 2  p. 1 (lire en ligne).
4. ↑  p. 1-2 (lire en ligne).
5. 1 2 3  p. 2 (lire en ligne).
6. ↑  pp. 2-3 (lire en ligne).
7. ↑  p. 3 (lire en ligne).
8. 1 2  p. 3-4 (lire en ligne).
9. ↑  p. 4 (lire en ligne).
10. ↑  p. 5 (lire en ligne).
11. 1 2 3  p. 5 (lire en ligne).
12. 1 2  p. 5-6 (lire en ligne).
13. 1 2 3 4 5  p. 6 (lire en ligne).
14. ↑  p. 7 (lire en ligne).
15. ↑  p. 7-8 (lire en ligne).
16. 1 2 3 4 5  p. 8-9 (lire en ligne).
17. ↑  p. 9 (lire en ligne).
18. 1 2 3 4  p. 10 (lire en ligne).
19. 1 2  p. 11 (lire en ligne).
20. ↑  p. 11-12 (lire en ligne).
21. ↑  p. 12 (lire en ligne).
22. 1 2  pp. 12-13 (lire en ligne).
23. 1 2 3 4  p. 13 (lire en ligne).
24. 1 2 3  p. 14 (lire en ligne).
25. 1 2 3  p. 15 (lire en ligne).
26. ↑  p. 15-16 (lire en ligne).
27. ↑  p. 16 (lire en ligne).
28. 1 2 3  p. 16-17 (lire en ligne).
29. 1 2  p. 17 (lire en ligne).
30. ↑  pp. 17-18 (lire en ligne).
31. 1 2  p. 18 (lire en ligne).
32. 1 2 3  p. 19 (lire en ligne).
33. ↑  pp. 19-20 (lire en ligne).
34. 1 2 3 4 5  p. 20 (lire en ligne).
35. ↑  p. 21 (lire en ligne).
36. 1 2 3 4  p. 22 (lire en ligne).
37. ↑  pp. 21-22 (lire en ligne).
38. 1 2  p. 23 (lire en ligne).
39. 1 2  p. 24 (lire en ligne).
40. ↑  p. 24 (lire en ligne).
41. ↑  p. 26 (lire en ligne).
42. ↑  p. 27 (lire en ligne).
43. ↑  p. 27 (lire en ligne).
44. ↑  p. 29 (lire en ligne).
45. ↑  p. 31 (lire en ligne).
46. 1 2  p. 32 (lire en ligne).
47. 1 2  pp. 32-33 (lire en ligne).
48. ↑  p. 33-34 (lire en ligne).
49. ↑  p. 34 (lire en ligne).
50. ↑  pp. 35-36 (lire en ligne).
51. 1 2  p. 36 (lire en ligne).
52. 1 2 3  pp. 36-37 (lire en ligne).
53. ↑  p. 37 (lire en ligne).
54. 1 2 3  pp. 37-38 (lire en ligne).
55. 1 2  p. 38 (lire en ligne).
56. 1 2  pp. 38-40 (lire en ligne).
57. ↑  p. 40 (lire en ligne).
58. ↑  p. 41 (lire en ligne).
59. 1 2  pp. 42-43 (lire en ligne).
60. 1 2 3  pp. 44-45 (lire en ligne).
61. ↑  p. 46 (lire en ligne).
62. 1 2 3 4  pp. 46-50 (lire en ligne).
63. ↑  p. 52 (lire en ligne).
64. ↑  pp. 53-54 (lire en ligne).
65. 1 2  pp. 54-55 (lire en ligne).
66. 1 2  p. 55 (lire en ligne).
67. 1 2 3  pp. 57-58 (lire en ligne).
68. 1 2  pp. 58-59 (lire en ligne).
69. ↑  p. 66 (lire en ligne).
70. ↑  pp. 68-69 (lire en ligne).
71. ↑  p. 70 (lire en ligne).
72. 1 2  pp. 70-71 (lire en ligne).
73. ↑  p. 71 (lire en ligne).
74. 1 2  p. 75 (lire en ligne).
75. ↑  pp. 76-77 (lire en ligne).
76. ↑  p. 78 (lire en ligne).
77. 1 2 3  p. 78 (lire en ligne).
78. ↑  p. 79 (lire en ligne).
79. 1 2 3  pp. 82-83 (lire en ligne).
80. 1 2  p. 84 (lire en ligne).
81. 1 2  p. 85 (lire en ligne).
82. ↑  pp. 90-91 (lire en ligne).
83. ↑  p. 91 (lire en ligne).
84. ↑  p. 97 (lire en ligne).
85. ↑  p. 102 (lire en ligne).
86. 1 2  pp. 102-103 (lire en ligne).
87. ↑  pp. 104-105 (lire en ligne).
88. 1 2  pp. 107-108 (lire en ligne).
89. ↑  p. 114 (lire en ligne).
90. ↑  p. 118 (lire en ligne).
91. ↑  pp. 120-121 (lire en ligne).
92. 1 2  p. 123 (lire en ligne).
93. 1 2  p. 124 (lire en ligne).
94. 1 2  pp. 124-125 (lire en ligne).
95. 1 2  pp. 127-128 (lire en ligne).
96. ↑  p. 129 (lire en ligne).
97. 1 2 3 4  pp. 133-134 (lire en ligne).
98. 1 2  pp. 134-135 (lire en ligne).
99. ↑  p. 147 (lire en ligne).
100. ↑  p. 136 (lire en ligne).
101. 1 2 3 4  pp. 136-138 (lire en ligne).
102. ↑  p. 139 (lire en ligne).
103. ↑  p. 141 (lire en ligne).
104. 1 2 3 4 5  p. 126 (lire en ligne).
105. 1 2  p. 146 (lire en ligne).
106. ↑  p. 147 (lire en ligne).
107. 1 2  pp. 148-149 (lire en ligne).
108. 1 2  p. 150 (lire en ligne).
109. 1 2  pp. 150-153 (lire en ligne).
110. ↑  p. 154 (lire en ligne).
111. 1 2 3  p. 157 (lire en ligne).
112. 1 2 3 4 5  pp. 159-160 (lire en ligne).
113. 1 2  pp. 163-164 (lire en ligne).
114. ↑  pp. 166-167 (lire en ligne).
115. ↑  pp. 169-170 (lire en ligne).
116. ↑  p. 170 (lire en ligne).
117. ↑  p. 171 (lire en ligne).
118. ↑  p. 172 (lire en ligne).
119. 1 2 3 4 5  pp. 171-172 (lire en ligne).
120. 1 2 3 4  p. 180 (lire en ligne).
121. 1 2  p. 181 (lire en ligne).
122. ↑  pp. 185-187 (lire en ligne).
123. ↑  p. 188 (lire en ligne).
124. 1 2  p. 189 (lire en ligne).
125. ↑  pp. 189-190 (lire en ligne).
126. 1 2  pp. 190-191 (lire en ligne).
127. ↑  p. 192 (lire en ligne).
128. ↑  pp. 27-28 (lire en ligne).
129. ↑  p. 196 (lire en ligne).
130. ↑  pp. 199-200 (lire en ligne).
131. ↑  pp. 198-199 (lire en ligne).
132. 1 2 3  pp. 202-203 (lire en ligne).
133. ↑  p. 31 (lire en ligne).
134. 1 2  pp. 207-208 (lire en ligne).
135. ↑  pp. 205-206 (lire en ligne).
136. ↑  pp. 210-211 (lire en ligne).
137. ↑  pp. 211-212 (lire en ligne).
138. ↑  p. 213 (lire en ligne).
139. ↑  pp. 213-214 (lire en ligne).
140. ↑  pp. 214-215 (lire en ligne).
141. ↑  pp. 215-216 (lire en ligne).
142. ↑  p. 218 (lire en ligne).
143. 1 2 3 4 5  pp. 219-220 (lire en ligne).
144. ↑  pp. 222-223 (lire en ligne).
145. 1 2  p. 223 (lire en ligne).
146. ↑  p. 224 (lire en ligne).
147. ↑  pp. 225-226 (lire en ligne).
148. ↑  p. 227 (lire en ligne).
149. ↑  p. 229 (lire en ligne).
150. 1 2 3  pp. 236-237 (lire en ligne).
151. ↑  p. 240 (lire en ligne).
152. ↑  p. 241 (lire en ligne).
153. ↑  p. 242 (lire en ligne).
154. ↑  p. 247 (lire en ligne).
155. ↑  p. 249 (lire en ligne).
156. ↑  pp. 250-251 (lire en ligne).
157. ↑  pp. 254-255 (lire en ligne).
158. ↑  pp. 260-261 (lire en ligne).
159. 1 2 3 4  p. 262 (lire en ligne).
160. ↑  pp. 266-267 (lire en ligne).
161. ↑  p. 269 (lire en ligne).
162. 1 2  pp. 285-286 (lire en ligne).
163. 1 2  pp. 286-287 (lire en ligne).
164. ↑  pp. 290-292 (lire en ligne).
165. 1 2  pp. 300-301 (lire en ligne).
166. ↑  p. 301 (lire en ligne).
167. ↑  p. 303 (lire en ligne).
168. 1 2  pp. 311-312 (lire en ligne).
169. 1 2 3  pp. 313-314 (lire en ligne).
170. 1 2  pp. 314-315 (lire en ligne).
171. 1 2  pp. 316-317 (lire en ligne).
172. ↑  p. 319 (lire en ligne).
173. 1 2  pp. 328-332 (lire en ligne).
174. 1 2  pp. 332-333 (lire en ligne).
175. ↑  p. 334 (lire en ligne).
176. ↑  pp. 335-336 (lire en ligne).
177. ↑  pp. 337-339 (lire en ligne).
178. 1 2 3  p. 339 (lire en ligne).
179. 1 2 3  p. 341 (lire en ligne).
180. ↑  p. 343 (lire en ligne).
181. ↑  p. 343 (lire en ligne).
182. 1 2  p. 345 (lire en ligne).
183. 1 2  pp. 349-350 (lire en ligne).
184. ↑  pp. 352-353 (lire en ligne).
185. ↑  pp. 356 (lire en ligne).
186. ↑  pp. 358-359 (lire en ligne).
187. ↑  pp. 360-361 (lire en ligne).
188. ↑  pp. 361-363 (lire en ligne).
189. ↑  p. 366 (lire en ligne).
190. ↑  p. 366 (lire en ligne).
191. ↑  p. 368 (lire en ligne).
192. ↑  pp. 369-370 (lire en ligne).
193. ↑  p. 371 (lire en ligne).
194. ↑  p. 373 (lire en ligne).
195. ↑  p. 378 (lire en ligne).
196. ↑  pp. 379-380 (lire en ligne).
197. ↑  p. 386 (lire en ligne).
198. ↑  pp. 386-389 (lire en ligne).
199. ↑  p. 393 (lire en ligne).
200. 1 2 3  pp. 396-398 lire en ligne
201. 1 2 3  p. 399 (lire en ligne).
202. ↑  p. 393 (lire en ligne).
203. 1 2  pp. 403-404 (lire en ligne).
204. 1 2  p. 406 (lire en ligne).
205. ↑  p. 407 (lire en ligne).
206. 1 2  pp. 408-410 (lire en ligne).
207. ↑  pp. 419-420 (lire en ligne).
208. ↑  p. 424 (lire en ligne).
209. 1 2 3  p. 427 (lire en ligne).
210. 1 2 3  pp. 428-430 (lire en ligne).
211. 1 2 3 4  pp. 432-433 (lire en ligne).
212. 1 2 3 4  pp. 440-442 (lire en ligne).
213. ↑  p. 443 (lire en ligne).
214. ↑  pp. 445-446 (lire en ligne).
215. ↑  pp. 446-447 (lire en ligne).
216. 1 2  pp. 448-450 (lire en ligne).
217. 1 2 3  pp. 447-448 (lire en ligne).
218. 1 2  pp. 460-461 (lire en ligne).
219. ↑  pp. 462-463 (lire en ligne).
220. ↑  p. 466 (lire en ligne).
221. ↑  p. 466 (lire en ligne).
222. 1 2  pp. 466-467 (lire en ligne).
223. 1 2  pp. 467-468 (lire en ligne).
224. ↑  pp. 468-469 (lire en ligne)
225. ↑  pp. 472-473 (lire en ligne).
226. ↑  p. 475 (lire en ligne).
227. ↑  pp. 476-477 (lire en ligne).
228. 1 2  p. 482 (lire en ligne).
229. ↑  pp. 488-490 (lire en ligne).
230. 1 2  pp. 494-495 (lire en ligne).
231. ↑  p. 495 (lire en ligne).
232. ↑  pp. 498-503 (lire en ligne).
233. 1 2  p. 507 (lire en ligne).
234. ↑  p. 507 (lire en ligne).
235. 1 2  pp. 507-508 (lire en ligne).
236. ↑  pp. 509-510 (lire en ligne).
237. ↑  p. 523 (lire en ligne).
238. 1 2 3 4  pp. 523-524 (lire en ligne).
239. 1 2  pp. 524-525 (lire en ligne).
240. ↑  p. 525 (lire en ligne).
241. 1 2  pp. 526-527 (lire en ligne).
242. ↑  p. 530 (lire en ligne).
243. ↑  p. 534 (lire en ligne).
244. 1 2  p. 534 (lire en ligne).
245. 1 2  pp. 535-536 (lire en ligne).
246. 1 2  pp. 543-544 (lire en ligne).
247. 1 2 3  pp. 544-546 (lire en ligne).
248. 1 2 3 4 5  pp. 556-558 (lire en ligne).
249. 1 2  p. 559 (lire en ligne).
250. 1 2 3  pp. 569-570 (lire en ligne).
251. 1 2  p. 591 (lire en ligne).
252. ↑  p. 595 (lire en ligne).
253. 1 2 3 4  pp. 595-597 (lire en ligne).
254. ↑  pp. 599-601 (lire en ligne).
255. 1 2 3  pp. 602-604 (lire en ligne).
256. ↑  pp. 616-618 (lire en ligne).
257. 1 2  pp. 619-623 (lire en ligne).
258. ↑  pp. 626-627 (lire en ligne).
259. ↑  pp. 629-630 (lire en ligne).
260. ↑  p. 639 (lire en ligne).
261. 1 2  pp. 645-648 (lire en ligne).
262. ↑  pp. 649-650 (lire en ligne).
263. ↑  pp. 651-653 (lire en ligne).
264. ↑  pp. 656-657 (lire en ligne).
265. ↑  p. 662 (lire en ligne).
266. ↑  pp. 665-667 (lire en ligne).
267. ↑  p. 667 (lire en ligne).
268. 1 2  pp. 667-668 (lire en ligne).
269. ↑  p. 673 (lire en ligne).
270. 1 2 3 4  pp. 674-679 (lire en ligne).
271. ↑  pp. 680-681 (lire en ligne).
272. 1 2 3 4 5 6  pp. 681-682 (lire en ligne).
273. 1 2 3 4 5 6  pp. 684-685 (lire en ligne).
274. 1 2  p. 686 (lire en ligne).
275. ↑  p. 692 (lire en ligne).
276. ↑  p. 704 (lire en ligne).
277. 1 2 3  pp. 704-706 (lire en ligne).
278. ↑  p. 709 (lire en ligne).
279. ↑  p. 711 (lire en ligne).
280. ↑  p. 718 (lire en ligne).
281. ↑  p. 718 (lire en ligne).
282. ↑  p. 725 (lire en ligne).
283. ↑  p. 740 (lire en ligne).
284. ↑  p. 743 (lire en ligne).
285. ↑  pp. 744-745 (lire en ligne).
286. 1 2 3 4  pp. 753-755 (lire en ligne).
287. 1 2  pp. 757-759 (lire en ligne).
288. 1 2  pp. 763-766 (lire en ligne).
289. 1 2  pp. 766-768 (lire en ligne).
290. ↑  p. 770 (lire en ligne).
291. ↑  p. 770 (lire en ligne).
292. ↑  p. 784 (lire en ligne).
293. ↑  pp. 788-789 (lire en ligne).
294. 1 2  pp. 797-798 (lire en ligne).
295. ↑  p. 798 (lire en ligne).
296. 1 2 3 4  p. 798 (lire en ligne).
297. 1 2  p. 800 (lire en ligne).
298. ↑  p. 805 (lire en ligne).
299. ↑  p. 805 (lire en ligne).
300. 1 2 3 4 5 6  pp. 805-811 (lire en ligne).
301. ↑  pp. 812-813, « Vivier » (lire en ligne), p. 222 « Fay-Solignac » (lire en ligne).
302. ↑  p. 818 (lire en ligne).

### Autres armoriaux

#### Armorial et Nobiliaire de l'Ancien Duché de Savoie(1863-1910)
(section « Bibliographie »)
1. ↑  vol.1, p. 46 (lire en ligne).
2. 1 2  vol.1 pp. 73-75 (lire en ligne).
3. ↑  vol.1, pp. 86-87 (lire en ligne).
4. ↑  vol.1, pp. 103-108 (lire en ligne).
5. ↑  Voir « Balme (La) », voyez La Balme, de Faucigny, au Supplément.
6. 1 2  vol.2, pp. 42-60 (lire en ligne).
7. ↑  vol.2, pp. 170-178 (lire en ligne).
8. 1 2 3 4 5  vol.2, pp. 179-184 (lire en ligne).
9. 1 2  vol.5, pp. 186-199.

#### Dictionnaire des familles françaises anciennes ou notables à la fin duXIXesiècle(1903-1929)
(section « Bibliographie »)
1. 1 2 3 4 5 6 7 8  Ier. A-Att. - 1903, pp. 138-139 (lire en ligne).
2. 1 2 3 4  Ier. A-Att. - 1903, pp. 281-283 (lire en ligne).
3. ↑  Ier. A-Att. - 1903, pp. 395-399 (lire en ligne).
4. ↑  Ier. A-Att. - 1903, pp. 331-332 (lire en ligne).
5. ↑  II, Aub-Bar. - 1904, p. 90 (lire en ligne).
6. ↑  t.II, Aub-Bar. - 1904, pp. 195-196, [lire en ligne].
7. 1 2 3  t.II, Aub-Bar. - 1904, p. -, [lire en ligne].
8. 1 2 3  t.II, Aub-Bar. - 1904, pp. 355-357, [lire en ligne].
9. ↑  t.II, Aub-Bar. - 1904, p. 385, [lire en ligne].
10. ↑  t.IV. Ber-Blo. - 1905, pp. 76-80 (lire en ligne).
11. ↑  t.VI. Bou-Bré. - 1907, pp. 327-328 (lire en ligne).
12. ↑  t.VIII. Bus-Cas. - 1909, pp. 111-113 (lire en ligne).
13. ↑  t.IX. Cas-Cha. - 1910, pp. …,(lire en ligne).
14. ↑  t.X. Cha-Chu. - 1911, pp. 102-104 (lire en ligne).
15. 1 2  t.X. Cha-Chu. - 1911, pp. 354-355 (lire en ligne).
16. ↑  t.XI. Cib-Cor. - 1912, pp. 83-91 (lire en ligne).
17. ↑  t.XI. Cib-Cor. - 1912, p. 345 (lire en ligne).
18. ↑  t.XI. Cib-Cor. - 1912, pp. 339-340 (lire en ligne).
19. ↑  t.XI. Cib-Cor. - 1912, pp. 358-360 (lire en ligne).
20. 1 2 3 4 5  t.XI. Cib-Cor. - 1912, pp. 381-383 (lire en ligne).
21. ↑  t.XIII. Cun-Des. - 1914, pp. 209-211, [lire en ligne].
22. ↑  t.XIV. Des-Dug. - 1915, pp. 144-145, [lire en ligne].
23. ↑  t.XIV. Des-Dug. - 1915, p. 233, [lire en ligne].
24. 1 2 3  t.XVI. Eas-Eys. - 1918, pp. 273-277, [lire en ligne].
25. ↑  t. XVIII, Fel-For. - 1922, p. 76, [lire en ligne].
26. 1 2 3  t. XVIII, Fel-For. - 1922, p. 217, [lire en ligne].
27. ↑  t. V, Blo-Bou. - 1906, pp. 137-139, [lire en ligne].

#### Grand Armorial de France(1934-1952)
(section « Bibliographie »)
1. ↑  t. 1, 1934, p. 49, no —.
2. 1 2  t. 1, 1934, p. 124, no 203.
3. ↑  t. 2, 1938, p. 17, no 3474.
4. ↑  t. 3, 1935, p. 194, no 12936.
5. ↑  t. 3, 1935, p. 269, no 13961.
6. ↑  t. 3, 1935, p. 309, no 14382.
7. ↑  t. 3, 1935, p. 338, no 14703.
8. ↑  t. 3, 1935, p. 249, no 18649.
9. 1 2  t. 3, 1935, p. 249, no 18650.
10. ↑  t. 5, 1948, p. 3, no 23139.
11. ↑  t. 5, 1948, p. 25, no 23414.
12. ↑  t. 5, 1948, p. 220, no 25714.
13. ↑  t. 5, 1948, p. 229, no 25859.
14. ↑  t. 5, 1948, p. 236, no 25941.
15. ↑  t. 5, 1948, p. 290, no 26694.
16. 1 2  t. 5, 1948, p. 296, no 26756.
17. ↑  t. 5, 1948, p. 302, no 26848.
18. ↑  t. 5, 1948, p. 396, no 27914.
19. ↑  t. 5, 1948, p. 463, no 28766.
20. ↑  t. 5, 1948, p. 464, no 28887.
21. ↑  t. 6, 1952, p. 17, no 29284.
22. ↑  t. 6, 1952, p. 127, no 30815.
23. ↑  t. 5, 1948, p. 256, no 26239.
24. ↑  t. 6, 1952, p. 338, no 33361.
25. 1 2 3  t. 6, 1952, p. 382, no 33823.
26. ↑  t. 6, 1952, p. 396, no 34014.
27. ↑  t. 6, 1952, p. 416, no 34238.
28. ↑  t. 6, 1952, p. 486, no 35078.
29. ↑  t. 6, 1952, p. 492, no 35152.
30. ↑  t. 6, 1952, p. 516, no 35390.

### Autres sources
1. ↑  Valérie Piétri, « Les nobiliaires provinciaux et l'enjeu des généalogies collectives en France (XVIIe-XVIIIe siècles) », dans Olivier Rouchon (dir.), L'opération généalogique. Cultures et pratiques européennes, XVe – XVIIIe siècle, Rennes, Presses universitaires de Rennes, 2019 (ISBN 978-2-75355-984-4, lire en ligne), p. 213-242.
2. ↑  Jean Boisseau, Promptuaire armorial, traitant du blason, des mots et termes usités en ce noble art…, 1er janvier 1657 (lire en ligne).
3. 1 2  Nicolas Viton de Saint Allais, Armorial des familles nobles de France, 1817, 176 pages, p. 3 (lire en ligne)
4. ↑  Henri James Gabriel de Milleville, Armorial historique de la noblesse de France, Bureau de l'armorial historique, 1845 (lire en ligne), p. 9.
5. ↑  Séverin Icard, Armorial de la Provence, du comtat Venaissin, de la principauté d'Orange…, 1932, p. 195.
6. ↑  Nicolas Viton de Saint-Allais, Armorial des familles nobles de France, 1817 (lire en ligne), p. 78.
7. ↑  Henri James Gabriel de Milleville, Armorial historique de la noblesse de France, Bureau de l'armorial historique, 1845 (lire en ligne), p. 110.
8. 1 2  Jean B. Courcelles, Dictionnaire universel de la noblesse de France: cet ouvrage contient un article analysé sur toutes les familles nobles du Royaume… A - M, Bureau Général de la Noblesse de France, 1er janvier 1821 (lire en ligne).
9. ↑  A. Delavenne (dir.), Recueil généalogique de la bourgeoisie ancienne, t. I, 1954, p. 336.
10. ↑  Claude Muller, Les mystères du Dauphiné, Éditions de Borée, 2001, 423 p. (ISBN 978-2-84494-086-5), p. 254.
11. 1 2  Jules Villain, La France moderne vol. II (lire en ligne), p. 851-856.
12. ↑  Louis de Magny, La science du blason: accompagnée d'un armorial général des familles nobles de l'Europe, vol. 2, L'Institut Héraldique, 1858, 331 pages, p. 275 (lire en ligne).

#### Armoriaux généraux
- Gustave Chaix d'Est-Ange, Dictionnaire des familles françaises anciennes ou notables à la fin du XIXe siècle, t. 1-20, Évreux, Impr. C. Hérissey, 1903-1929 (lire en ligne).
- Henri Jougla de Morenas, continué par Raoul de Warren, Grand armorial de France, t. 1-7, Paris, Société du Grand armorial de France, 1934-1952, [t. 1], [t. 2], [t. 3], [t. 4], [t. 5], [t. 6], [t. 7].
- Amédée de Foras, continué par François-Clément de Mareschal de Luciane, Armorial et nobiliaire de l'ancien duché de Savoie, vol. 1-3, Grenoble, Allier Frères, 1863-1910 (lire en ligne).
- Jules Villain (ill. Gaston de Jourda de Vaux), La France moderne : dictionnaire généalogique, historique et biographique, vol. II (Drôme et Ardèche), Saint-Étienne, J. Thomas & Cie, 1908 (lire en ligne).
- Séverin Icard, Armorial de la Provence, du comtat Venaissin, de la principauté d'Orange, des baronnies, du Gapençais, de l'Embrunois, du Briançonnais et du comté de Nice, Marseille, Institut historique de Provence, 1932 (lire en ligne).

#### Armoriaux dauphinois
- Guy Allard, Dictionnaire historique, chronologique, géographique, héraldique, juridique, politique et botanographique du Dauphiné : Manuscrit original de 1684 publié par H. Gariel, t. 1 : A à J, Grenoble, 1864 (réimpr. Skatline Reprints, Genève, 1970), XI+706 col. (lire en ligne).
- Jean Grosdidier de Maton, Armorial Haut-Alpin : subdélégations de Gap, d'Embrun et de Briançon, Versailles, Mémoire & Documents, 2003, 681 p. (BNF 39101899, présentation en ligne).
- Edmond Maignien, Généalogie et armoiries dauphinoises, Grenoble, X. Drevet, 1870, 64 p. (lire en ligne).
- Gustave de Rivoire de La Bâtie, Armorial de Dauphiné : contenant les armoiries figurées de toutes les familles nobles et notables de cette province, accompagnées de notices généalogiques complétant les nobiliaires de Chorier et de Guy Allard, Lyon, Imprimerie Louis Perrin (réimpr. 1969 (Allier, Grenoble)) (1re éd. 1867), 821 p. (lire en ligne).
- Adolphe Rochas, Biographie du Dauphiné : contenant l'histoire de tous les hommes remarquables de cette province dans les lettres, les sciences, les arts, etc. et le catalogue complet de leurs ouvrages avec la description de leurs portraits, t. I, Paris, Charavay, 1858, 464 p. (lire en ligne).
- Adolphe Rochas, Biographie du Dauphiné : contenant l'histoire de tous les hommes remarquables de cette province dans les lettres, les sciences, les arts, etc. et le catalogue complet de leurs ouvrages avec la description de leurs portraits, t. II, Paris, Charavay, 1860, 504 p. (lire en ligne).